# حوت مرشد قصير الزعانف
الحوت المرشد قصير الزعانف (الاسم العلمي: Globicephala macrorhynchus) هو نوع من الحيتانيات، يتبع جنس الحوت الطيار.